# B2E
B2E (енгл. Business to employee) је модел који све више расте у употреби. У пракси овај модел је више познат као Интранет, вебсајт створен да запосленим и компанији пружи информације. Интранету се приступа преко интерне мреже организације, мада се често може проширити и на корисника који користи интернет али онда је приступ ограничен преко лозинке која је потребна да би се улоговао.